# France Info
France Info es una emisora de radio francesa de informativos. Retransmite a nivel nacional y pertenece al grupo Radio France.
Emite tanto por FM y DAB+ como por internet. Aparte de Francia, la señal llega a regiones de otros países vecinos, incluyendo el sur de Inglaterra.

## Historia
Fue fundada en 1987 por Roland Faure y Jérôme Bellay. Las audiencias fueron subiendo gradualmente, en especial en los años 1995, 2003 y 2006 a causa de varios conflictos sociales siendo la cuarta emisora con mayor número de radioyentes por detrás de RTL, NRJ y France Inter.
La sede central se encuentra en París, aunque hay otras áreas de difusión a lo largo de la geografía gala: Lyon, Marsella, Toulouse. Aunque emite programación propia, hace conexiones con France Bleu para las noticias locales.